# Fort McHenry nationalmonument
| Till vänster: Vyn över inloppet till Baltimores hamn.Till höger: Än vajar stjärnbanéret.  |  | Till vänster: Vyn över inloppet till Baltimores hamn.Till höger: Än vajar stjärnbanéret. |
| Till vänster: Vyn över inloppet till Baltimores hamn. Till höger: Än vajar stjärnbanéret. |  |                                                                                          |

Fort McHenry nationalmonument ligger i delstaten Maryland i USA. Här försvarade sig tusen amerikaner under slaget om Baltimore mellan den 13 till 14 september 1814 mot Storbritanniens flotta i 1812 års krig. Deras kamp och hängivenhet påstås ha inspirerat Francis Scott Key att skriva texten, The Star-Spangled Banner, som senare tonsattes och 1931 officiellt blev USA:s nationalsång.